# Theodoros Zagorakis
Theodoros „Theo” Zagorakis (în greacă Θεόδωρος Ζαγοράκης; n. 27 octombrie 1971, Lydia Kavalas⁠(d), Macedonia și Tracia⁠(d), Grecia) este un politician grec și fost fotbalist care a jucat pe postul de mijlocaș. El a fost căpitanul echipei naționale a Greciei care a câștigat UEFA Euro 2004 și a fost, de asemenea, președintele lui FC PAOK. El a fost ales ca europarlamentar la alegerile pentru Parlamentul European din mai 2014.

## Cariera pe echipe

### Kavala
Zagorakis a jucat pe postul de mijlocaș central, putând juca și ca mijlocaș dreapta. Și-a început cariera la Kavala, clubul la care a jucat și bunul său prieten Zisis Vryzas. El a avut un rol important în a-și ajuta echipa să intre în a doua divizie a Greciei. A marcat șase goluri în 114 de meciuri pentru Kavala, iar în 1992 s-a transferat la PAOK.

### PAOK
În sezonul 1992-1993, Zagorakis a părăsit-o pe Kavala în pauza de iarnă pentru a se alătura echipei PAOK, făcând parte dintr-un șir de transferuri importante efectuate în acel sezon. A jucat pentru PAOK până în decembrie 1997 și, de asemenea, a fost căpitanul echipei în ultimele două sezoane. Aici a marcat cu goluri importante, în special în sezonul 1994-1995, când a marcat patru goluri, cele mai multe pe care le-a marcat într-un sezon în întreaga carieră.

### Leicester City
Zagorakis a plecat la clubul englez Leicester City în iarna următoare a anului 1998, echipă condusă la acea vreme de Martin O'Neill. În Anglia a participat la două finale consecutive ale Cupei Ligii de pe stadionul Wembley, pierzând prima împotriva lui Tottenham Hotspur în 1999 și învingând-o pe Tranmere Rovers în a doua, deși în acest meci a fost rezervă neutilizată. Zagorakis a fost recunoscut de fanii lui Leicester pentru determinarea sa la mijlocul terenului și, de asemenea, pentru că a intrat în poartă în meciul cu Crystal Palace din Cupa Ligii, scor 3-3, după ce Pegguy Arphexad și Tim Flowers au ieșit accidentați.

### AEK Atena
Zagorakis a fost dezamăgit de faptul că antrenorul de la Leicester, Martin O'Neill, nu i-a mai acordat șanse și a decis să se întoarcă în Grecia în 2000. A semnat cu AEK Atena și a jucat alături de compatrioți, cum ar fi Michalis Kapsis, Vassilis Lakis, Demis Nikolaidis și Vassilios Tsiartas. Cu AEK, Zagorakis a câștigat Cupa Greciei în 2002 împotriva rivalilor de la Olympiacos. Zagorakis, în ultimul său sezon în AEK, a acceptat o reducere a salariului cu 220.000 de lire sterline, clubul declarând că „El a arătat că își dorește ce e mai bun pentru club și astfel este liber să dea curs ofertelor primite din străinătate”.

### Bologna
La 14 iulie 2004, a plecat de la AEK Atena la Bologna, semnând un contract de doi ani în valoare de 1,5 milioane de euro pe an. Mijlocașul în vârstă de 32 de ani - care a fost votat jucătorul turneului în Portugalia - a plecat de la îndatorata AEK Atena, și s-a alăturat Bolognei liber de contract în baza legii Bosman. „Zagorakis este Baggioul nostru grec”, a declarat pentru Giuseppe Gazzoni Frascara, proprietarul Bolognei. În 2004-2005, Zagorakis a fost titular, dar echipa sa a retrogradat în Serie B după ce a fost învinsă în play-out de Parma. În vara următoare i-a fost reziliat contractul, deoarece clubul nu și-a permis să-i plătească același salariu în Serie B.

### Întoarcerea la PAOK
În 2005, jucătorul turneului UEFA Euro 2004 a semnat un contract cu PAOK Salonic. Zagorakis a semnat în cele din urmă un contract pe doi ani cu PAOK pentru suma de 700.000 de euro pe an. Când Zagorakis a aterizat la aeroportul Makedonia din Salonic, 7 000 de suporteri au fost acolo să-l primească. Revenirea sa însă coincidea cu o perioadă turbulentă, cu clubul având multe probleme financiare și administrative.

## Cariera internațională
Zagorakis a primit prima sa convocare la naționala Greciei la 7 septembrie 1994, împotriva Insulelor Feroe. El a marcat primul său gol împotriva Danemarcei în meciul de calificare la Campionatul Mondial din 2006, care s-a jucat la Atena, la cea de-a 101-a selecție pentru echipa națională. Cu 120 de selecții, Zagorakis a fost jucătorul cu cele mai multe meciuri jucate pentru naționala Greciei până la data de 12 octombrie 2012, când Giorgos Karagounis a jucat meciul cu numărul 121 pentru echipa națională. El a jucat în cel de-al 100-lea meci împotriva Kazahstanului la 17 noiembrie 2004 și a fost căpitanul echipei.
Zagorakis a jucat un rol important în triumful Greciei la Campionatul Europene din 2004 și a fost numit Jucătorul turneului de către UEFA și, prin urmare, a fost inclus în Echipa Turneului. FIFA l-a inclus pe Zagorakis pe lista celor mai buni jucători FIFA ai anul 2004 (a terminat pe locul 17 la egalitate cu legenda Spaniei și a lui Real Madrid, Raúl), fiind nominalizat și la Balonul de Aur din 2004, unde a obținut locul cinci, în spatele lui Ronaldinho (locul al treilea) și Thierry Henry (locul al patrulea). El deține recordul pentru cele mai multe meciuri jucate consecutiv la națională, 57.
După 14 ani în calitate de căpitan al Grecia, Zagorakis și-a anunțat retragerea din fotbalul internațional la 5 octombrie 2006. Mai exact, căpitanul Greciei se gândea să se retragă după meciul de calificare la Campionatul European împotriva Norvegiei din Atena, la 2 octombrie 2006, însă selecționerul l-a convins să joace și în meciul cu Bosnia care a avut loc patru zile mai târziu. Totuși, la 22 august 2007, a jucat pentru ultima oară la echipa națională, într-un meci amical special împotriva Spaniei de pe stadionul Toumba din Salonic. A jucat timp de aproximativ 15 minute și a fost apoi înlocuit de Giannis Goumas, primind aplauze din partea fanilor care îi scandau numele.

## Președinte la PAOK
La 28 mai 2007, după al cincilea meci All-Star din Superliga Greacă, Zagorakis și-a anunțat retragerea din fotbalul profesionist. După multe zvonuri, s-a anunțat oficial că va deveni noul președinte al PAOK, la 18 iunie.
Clubul avea probleme financiare de câțiva ani. Zagorakis s-a angajat să rezolve finanțele prin atragerea investitorilor, sporirea veniturilor și mobilizarea bazei de fani a clubului. În prima declarație ca oficial al echipei, el a spus: „Forța lui PAOK se află în suporterii săi, în fanii săi. . . N-aș fi luat această decizie” (n. r. să se retragă din activitate și să-și asume funcția administrativă) „dacă nu mi-aș fi iubit clubul. Situația pentru PAOK este foarte dificilă și nu voi încerca să ascund problemele sale; în schimb, voi face tot ce pot pentru a rezolva problemele financiare presante”.
Curând a început să restructureze datoria și echipa clubului și a recrutat fostul coechipier Zisis Vryzas ca director tehnic. La sfârșitul anului 2008, PAOK a reușit să-și plătească cea mai mare parte a datoriilor acumulate, a înregistrat o creștere constantă a vânzărilor de bilete și a veniturilor din publicitate, iar performanța echipei pe teren s-a îmbunătățit considerabil, sub conducerea antrenorului portughez Fernando Santos.
La 15 decembrie 2008, Zagorakis a anunțat emiterea de noi acțiuni ale clubului, în valoare de 22,3 milioane de euro. El a apelat la investitori mici și a declarat că, deși este puțin probabil ca întreaga sumă să poată fi acoperită într-o perioadă mondial de criză financiară, s-a declarat încrezător că influxul de capital așteptat ar permite PAOK să scape de problemele din trecut și să se concentreze asupra creșterii viitoare.
La 8 octombrie 2009, Zagorakis a surprins fanii și a făcut presa, anunțând decizia de a renunța la președinție. Într-un scurt anunț pe site-ul oficial al clubului, el a menționat că problemele personale l-au condus la această decizie. A fost rapid înlocuit de prietenul său apropiat, Zisis Vryzas.
Cu toate acestea, el a păstrat un contact strâns cu foștii săi asociați și, de asemenea, a participat frecvent la meciurile echipei alături de Vryzas. Zagorakis s-a răzgândit și, la 20 ianuarie, a preluat funcția de președinte, iar Vryzas a demisionat pentru a-și asuma funcția de vicepreședinte.
În ianuarie 2012, Zagorakis a demisionat în funcția de președinte după ce vânzarea lui Vieirinha din rațiuni financiare a provocat un protest al suporterilor.

## Stilul de joc
Zagorakis a fost descris de UEFA.com ca fiind un „mijlocaș combativ și muncitor cu un puternic picior drept”.

## Viața personală
- A purtat numărul 7 atât pentru echipa națională, cât și la echipe.
- A fost prezentat pe coperta ediției grecești a FIFA 2001.

## Cariera politica
Zagorakis a încearcă să-și lanseze cariera în politică, devenind membru al Parlamentului European. El a fost candidatul Noii Democrații în alegerile Parlamentul European din 25 mai 2014. A fost ales în calitate de deputat european și a devenit membru al Partidului Popular European (Creștin Democrat). Președintele partidului și prim-ministrul grec, Antonis Samaras, a declarat că este unul din membri în care partidul își pune mari speranțe.

## Statistici privind cariera

### Club
| Performanțe pe club | Performanțe pe club | Performanțe pe club | Campionat | Campionat | Cupă         | Cupă         | Cupa Ligii | Cupa Ligii | Continental | Continental | Total   | Total  |
| Sezon               | Club                | Campionat           | Meciuri   | Goluri    | Meciuri      | Goluri       | Meciuri    | Goluri     | Meciuri     | Goluri      | Meciuri | Goluri |
| Grecia              | Grecia              | Grecia              | Campionat | Campionat | Cupa Greciei | Cupa Greciei | Cupa Ligii | Cupa Ligii | Europa      | Europa      | Total   | Total  |
| ------------------- | ------------------- | ------------------- | --------- | --------- | ------------ | ------------ | ---------- | ---------- | ----------- | ----------- | ------- | ------ |
| 1988–1989           | Kavala              | Beta Ethniki        | 8         | 2         | 1            | 0            | -          | -          | -           | -           | 9       | 2      |
| 1989–1990           | Kavala              | Gamma Ethniki       | 38        | 2         | 2            | 0            | -          | -          | -           | -           | 40      | 2      |
| 1990–1991           | Kavala              | Beta Ethniki        | 28        | 0         | 0            | 0            | -          | -          | -           | -           | 28      | 0      |
| 1991–1992           | Kavala              | Beta Ethniki        | 32        | 2         | 1            | 0            | -          | -          | -           | -           | 33      | 2      |
| 1992–1993           | Kavala              | Beta Ethniki        | 8         | 0         | 0            | 0            | -          | -          | -           | -           | 8       | 0      |
| 1992–1993           | PAOK                | Alpha Ethniki       | 20        | 2         | 1            | 0            | -          | -          | 0           | 0           | 21      | 2      |
| 1993–1994           | PAOK                | Alpha Ethniki       | 30        | 0         | 5            | 1            | -          | -          | -           | -           | 35      | 1      |
| 1994–1995           | PAOK                | Alpha Ethniki       | 31        | 4         | 4            | 0            | -          | -          | -           | -           | 35      | 4      |
| 1995–1996           | PAOK                | Alpha Ethniki       | 27        | 0         | 7            | 1            | -          | -          | -           | -           | 34      | 1      |
| 1996–1997           | PAOK                | Alpha Ethniki       | 32        | 2         | 3            | 0            | -          | -          | -           | -           | 35      | 2      |
| 1997–1998           | PAOK                | Alpha Ethniki       | 15        | 2         | 2            | 0            | -          | -          | 6           | 3           | 23      | 5      |
| Anglia              | Anglia              | Anglia              | Campionat | Campionat | Cupa Angliei | Cupa Angliei | Cupa Ligii | Cupa Ligii | Europa      | Europa      | Total   | Total  |
| 1997–1998           | Leicester City      | Premier League      | 14        | 1         | 0            | 0            | 0          | 0          | 0           | 0           | 14      | 1      |
| 1998–1999           | Leicester City      | Premier League      | 19        | 1         | 2            | 0            | 5          | 0          | 0           | 0           | 26      | 1      |
| 1999–2000           | Leicester City      | Premier League      | 17        | 1         | 4            | 0            | 7          | 0          | 0           | 0           | 28      | 1      |
| Grecia              | Grecia              | Grecia              | Campionat | Campionat | Cupa Greciei | Cupa Greciei | Cupa Ligii | Cupa Ligii | Europa      | Europa      | Total   | Total  |
| 2000–2001           | AEK                 | Alpha Ethniki       | 23        | 1         | 5            | 0            | -          | -          | 7           | 0           | 35      | 1      |
| 2001–2002           | AEK                 | Alpha Ethniki       | 26        | 3         | 9            | 1            | -          | -          | 10          | 4           | 45      | 8      |
| 2002–2003           | AEK                 | Alpha Ethniki       | 25        | 0         | 7            | 1            | -          | -          | 11          | 1           | 43      | 2      |
| 2003–2004           | AEK                 | Alpha Ethniki       | 27        | 0         | 5            | 0            | -          | -          | 8           | 0           | 40      | 0      |
| Italia              | Italia              | Italia              | Campionat | Campionat | Coppa Italia | Coppa Italia | Cupa Ligii | Cupa Ligii | Europa      | Europa      | Total   | Total  |
| 2004–2005           | Bologna             | Serie A             | 32        | 0         | 2            | 0            | -          | -          | -           | -           | 34      | 0      |
| Grecia              | Grecia              | Grecia              | Campionat | Campionat | Cupa Greciei | Cupa Greciei | Cupa Ligii | Cupa Ligii | Europa      | Europa      | Total   | Total  |
| 2005–2006           | PAOK                | Alpha Ethniki       | 22        | 0         | 0            | 0            | -          | -          | 5           | 0           | 27      | 0      |
| 2006–2007           | PAOK                | Superliga           | 23        | 0         | 4            | 0            | -          | -          | -           | -           | 27      | 0      |
| Total               | Grecia              | Grecia              | 415       | 20        | 56           | 4            | -          | -          | 47          | 8           | 518     | 32     |
| Total               | Anglia              | Anglia              | 50        | 3         | 6            | 0            | 13         | 0          | 0           | 0           | 69      | 3      |
| Total               | Italia              | Italia              | 32        | 0         | 2            | 0            | -          | -          | 0           | 0           | 34      | 0      |
| Total carieră       | Total carieră       | Total carieră       | 497       | 23        | 64           | 4            | 13         | 0          | 47          | 8           | 621     | 35     |

### Internațional
| Echipa națională a Greciei | Echipa națională a Greciei | Echipa națională a Greciei |
| An                         | Meciuri                    | Goluri                     |
| -------------------------- | -------------------------- | -------------------------- |
| 1994                       | 4                          | 0                          |
| 1995                       | 11                         | 0                          |
| 1996                       | 9                          | 0                          |
| 1997                       | 9                          | 0                          |
| 1998                       | 4                          | 0                          |
| 1999                       | 13                         | 0                          |
| 2000                       | 5                          | 0                          |
| 2001                       | 9                          | 0                          |
| 2002                       | 10                         | 0                          |
| 2003                       | 10                         | 0                          |
| 2004                       | 16                         | 0                          |
| 2005                       | 11                         | 1                          |
| 2006                       | 8                          | 2                          |
| 2007                       | 1                          | 0                          |
| Total                      | 120                        | 3                          |

## Titluri

### Club
Leicester City
- Cupa Ligii: 1999-2000

AEK Atena
- Cupa Greciei: 2001-2002

### Internațional
- Campionatul European: 2004

### Individual
- UEFA Euro 2004: Jucătorul turneului[20]
- UEFA Euro 2004: Echipa turneului [17]
- Finala UEFA Euro 2004: Omul meciului